# Mescoules
Mescoules là một xã của Pháp, nằm ở tỉnh Dordogne trong vùng Aquitaine của Pháp. Xã này có diện tích 4,85 km2, dân số năm 1999 là 141 người. Xã nằm ở khu vực có độ cao trung bình 120 m trên mực nước biển.

## Hành chính
| Danh sách các xã trưởng                |             |               |                  |         |
| Giai đoạn                              | Giai đoạn   | Tên           | Đảng             | Tư cách |
| tháng 3 năm 2001                       | đương nhiệm | Roger Lapouge | không chính thức | cán bộ  |
| Tất cả các dữ liệu trước đây không rõ. |             |               |                  |         |

## Thông tin nhân khẩu
| Năm | 1962 | 1968 | 1975 | 1982 | 1990 | 1999 |
| --- | ---- | ---- | ---- | ---- | ---- | ---- |
| Dân số | 180  | 155  | 150  | 135  | 144  | 141  |
| From the year 1962 on: No double counting—residents of multiple communes (e.g. students and military personnel) are counted only once. |      |      |      |      |      |      |